# Fédération Québécoise de la Montagne et de l’Escalade
Die Fédération Québécoise de la Montagne et de l’Escalade (FQME; deutsch Bergsteiger-Vereinigung von Québec), gegründet am 23. Januar 1969, ist eine gemeinnützige Organisation. Sie fördert das Klettern einerseits indoor als auch in den Bergen Québecs in Fels und Eis sowie das Skifahren. Seit 2009 organisiert sie als Wettbewerb im Klettern den aus lokalen Veranstaltungen und einer Landesmeisterschaft bestehenden Coupe Québec. Sie unterstützt die Schulung von Kletterern und ist seit 1975 UIAA-Mitglied.

## Klettern
Unter Klettern versteht die FQME eine Disziplin, die es ermöglicht, mit bloßen Händen die Spitze eines Felsen, eines Berges oder einer Route zu erreichen. Dies kann an Felsen, an vereisten Wasserfällen oder an künstlichen Strukturen erfolgen. Die FQME unterscheidet zwischen Bouldern, was sie bis maximal drei Meter Höhe durchführt, Freiklettern, das Klettern mit Hilfe von vorhandenen Ankern sowie das Klettern an eisbedeckten Wänden oder gefrorenen Wasserfällen. Die FQME betreut dabei in der gesamten Provinz Québec 71 Klettergebiete. Für Indoorklettern gibt es insgesamt 20 Kletterhallen, von denen 15 von der FQME betrieben werden.
Die FQME erlässt in Zusammenarbeit mit dem Ministerium für die Verwaltung der Nationalparks und der Forstwirtschaft (französisch Ministère des Forêts, de la Faune et des Parcs) auch Zugangsbeschränkungen zum Schutz von in den Kletterfelsen brütenden Wanderfalken. 
Im Rahmen des Schulungsprogramm für Kletterer (französisch Programme québécois de formation en escalade) koordiniert die FQME die Ausbildung im Bereich Klettern und Bergsport, damit diese in der gesamten Provinz Québec einheitlich erfolgt, und erteilt nach erfolgreicher Ausbildung ein Zertifikat. Dafür erhält sie von der Provinzregierung als Nationale Freizeitorganisation (französisch Organisme National de Loisir) finanzielle Unterstützung. Die FQME vergibt an geeignete Bergsteigerschulen (zur Zeit 31) ein Qualitätssiegel.

## Skifahren
Unter Skifahren versteht die FQME die Abfahrtssportarten (Ski Alpin, Telemarken, Skibergtouren, Snowboard oder Teleboard). Dabei erfolgt der Aufstieg ohne Unterstützung durch Lifte etwa mit Hilfe von Skifellen. Die FQME unterstützt den Ausbau und die Instandhaltung von elf Skigebieten durch logistische, materielle oder finanzielle Hilfe. Dabei achtet sie darauf, dass in diesen Gebieten trotzdem eine nachhaltige und ökologische Waldbewirtschaftung möglich bleibt.

## Coupe Québec
Seit 2009 veranstaltet die FQME jährlich den Coupe Québec als Provinzmeisterschaft im Bouldern, Speedklettern und nach der Schwierigkeit der gewählten Route für alle Kletterer unter 60 Jahren. Die Teilnehmer müssen Mitglied der FQME sein.

## Gliederung der FQME
Die FQME besteht aus elf regionalen Sektionen, die die praktischen Veranstaltungen und Aktivitäten für die Mitglieder der FQME in ihrem jeweiligen geographischem Gebiet organisieren. Um Mitglied einer solchen Sektion werden zu können, muss man zunächst Mitglied der FQME werden.
- Club d’Escalade de la Région des Cantons de l’Est (Cercle)
- Club des Montagnards Laurentiens (CML)
- Club d’Escalade de Lanaudière (CEL)[3]
- Plein Air Ungava[4]
- Club d’Escalade et de montagnes des Appalaches
- Club de Montagne et d’Escalade de Québec (CMEQ)
- CEMANIC
- Les Grimpeurs de l’Est (CMEQ)
- Club de Montagne du Saguenay (CMS)[5]
- Club d’Escalade Le Rappel du Nord
- Club d’Escalade et de Montagne de la Mauricie (CEMM)